# Dicho
Dicho – dwudziesty ósmy album zespołu Boys wydany w sierpniu 2009 roku w firmie fonograficznej Green Star. Do piosenek "Tu jest", "Kochać to kochać" oraz "Będziesz moja" zostały nakręcone teledyski.
W piosence Polo dicho wykorzystano fragmenty utworów Radia Chlew i Żiżeja Skwarki.

## Lista utworów
1. "Tu jest" – 4:42 (Muzyka: Marek Przeradowski; Słowa: Marek Przeradowski i Marcin Miller)
2. "Kochać to kochać" – 3:15 (Muzyka i słowa: Marcin Miller)
3. "Polo dicho" – 4:40 (Muzyka i słowa: Marcin Miller)
4. "Będziesz moja" – 4:12 (Muzyka: Magnus Kihlberg i Lars La Ville; Słowa: Marcin Miller)
5. "Ruda dziewczyna" – 5:27 (Muzyka: Mariusz Anikiej; Słowa: Mariusz Anikiej i Marcin Miller)
6. "Panienka z okienka" – 4:15 (Muzyka i słowa: Marcin Miller)
7. "Usłysz wołanie" – 3:56 (Muzyka i słowa: Marcin Miller)
8. "Boys dla was" – 4:02 (Muzyka i słowa: Marcin Miller)
9. "Agatka" – 3:30 (Muzyka: Mariusz Anikiej; Słowa: Marcin Miller)
10. "Po prostu Waldi" – 5:24 (Muzyka i słowa: Marcin Miller)
11. "Oczy zielone" – 3:09 (Muzyka i słowa: Marcin Miller)
12. "Zachód słońca w nas" – 5:55 (Muzyka i słowa: Marcin Miller)
13. "Tylko mam ciebie" – 4:02 (Muzyka i słowa: Marcin Miller)
14. "Idę z tobą" – 3:49 (Muzyka i słowa: Marcin Miller)
15. "Będę myślał o tobie" (Serenity RMX) – 3:51 (Muzyka i słowa: Marcin Miller)
16. "Tu jest" (Velu Remix) – 4:25 (Muzyka: Marek Przeradowski; Słowa: Marek Przeradowski i Marcin Miller)
17. "Figo-fago" (Zibo Remix) – 4:25 (Muzyka i słowa: Marcin Miller)
18. "Niebo w gębie" (Diadem Remix) – 4:26 (Muzyka i słowa: Marcin Miller)

## Aranżacje utworów
- Rafał Bień (Sky Dee Joy) - 1, 2, 7, 11, 12, 13, 14
- Janusz Bronakowski (DJ Bronx) - 3
- Paweł Szymczyk (DJ Serenity) - 4, 8, 15
- Piotr Kiełczykowski (VanFire) - 5, 6, 10
- Grzegorz Stromski (Libertus) - 9
- Robert Krużyński vel. Kruszewski (DJ VELU) - 16
- Paweł Chmielewski (Zibo) - 17
- Mariusz Gołaszewski (Diadem) - 18